# Pholidoptera satunini
Pholidoptera satunini är en insektsart som först beskrevs av Boris Petrovich Uvarov 1916.  Pholidoptera satunini ingår i släktet Pholidoptera och familjen vårtbitare. Inga underarter finns listade i Catalogue of Life.